# 麗的呼聲（香港）

麗的呼聲大廈位於灣仔軍器廠街及軒尼詩道交界（浦發銀行大廈 One Hennessy 現址）

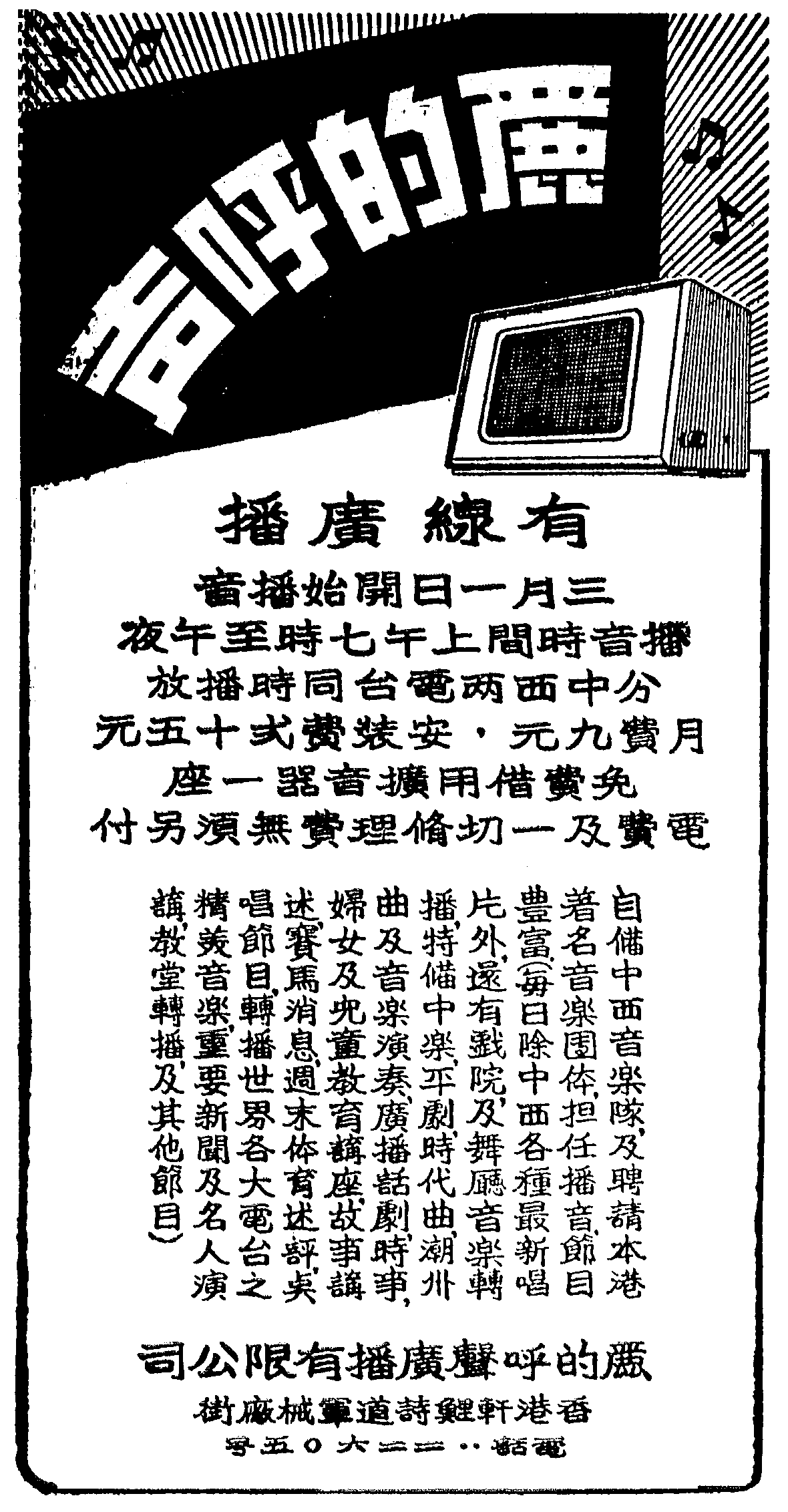
香港麗的呼聲啟播宣傳廣告（1949年1月13日）

麗的呼聲（香港）有限公司（英語：Rediffusion (Hong Kong) Limited）是英國的麗的呼聲在1947年2月11日於香港成立開設的分公司，是香港第一家商營廣播電台及第一家電視台。1957年5月29日成立麗的映聲，於1973年4月6日更名麗的電視，後在1982年9月24日正式改名為亞洲電視，其最終業務於2016年4月2日正式結束。

## 中文譯名
麗的呼聲在香港開辦有線電台服務，公開徵求中文譯名，喇沙書院老師黃敬忠以「麗的呼聲」應徵，獲得採用。然而黃敬忠老師並沒有因此獲得任何金錢回報或任何形式的感謝或嘉許。

## 電台業務
香港麗的呼聲（Radio Rediffusion）於1949年3月22日啟播，安裝費港幣25元；每月收費港幣9元，最初播送24小時，為香港首間商營有線廣播電台。麗的呼聲共有二個廣播頻道，其中「銀色台」主要以粵語廣播，「藍色台」主要為英語頻道，每一電台每天播送24小時粵語節目。麗的呼聲在全盛時期主要播放廣播劇和單人講述的天空小說節目，藝員包括鄧寄塵、譚炳文、何雪凝、高亮、李平富、鍾偉明、李我、蕭湘等等。這些廣播劇更傳播到新加坡與吉隆坡當地麗的呼聲播出，極受歡迎。受到商業電台的廣播、無綫電視啟播影響，麗的呼聲自願交還牌照，不再申請續牌，電台廣播至1973年9月30日午夜後停播。

## 電視台業務
香港麗的映聲於1957年5月29日晚啟播，為香港首間電視台，香港也是全球華人地區首個有電視播映的地方。開台時以有線傳播，只有一個台，中英語節目兼同台播出。至1963年9月30日起，增設中文台，即自此中英文各一。1973年轉型為免費電視台並更名為麗的電視，设有丽的一台（中文台，今亚视本港台）和丽的二台（英文台，今亚视国际台）。
1981年3月，麗的電視英國母公司麗的呼聲於加拿大投資洗衣廠（連鎖乾洗店）失利，決定收縮東亞地區業務，遂於1981年3月把其持有的麗的電視61.2%股權以1億2千萬港元全數出售予3个澳洲財團：大衛森、亨利鍾斯和CRA有限公司。這是香港電視史上第一次電視股權大轉讓。1982年再轉售予邱德根家族並改名為亞洲電視。至此，亞洲電視與麗的呼聲（香港）再無關係。

## 其它業務
麗的呼聲在香港的其它業務於1990年代初期被北海集團收購，然而現在大部份業務已歸於有線寬頻旗下。麗的呼聲亦經營免費電視訊號傳送服務，將無綫與亞視的四個免費頻道轉播到美孚及灣仔一帶舊樓。此服務因用戶數目大幅下降，加上器材保養及其他營運成本不斷上漲，經多方努力，業務仍持續錄得虧損，於2012年1月8日起停止服務。

## 相關作品
- 李平富【我的身歷聲】